# Reprezentacja Rosji w piłce ręcznej kobiet

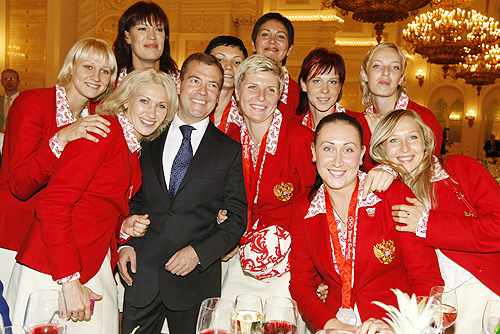
Reprezentacja na spotkaniu z prezydentem Rosji Dmitrijem Miedwiediewem.

Reprezentacja Rosji w piłce ręcznej kobiet (ros. Женская сборная России по гандболу) – narodowy zespół piłkarek ręcznych Rosji. Reprezentuje swój kraj w rozgrywkach międzynarodowych.
Rosjanki czterokrotnie zdobywały mistrzostwo świata: w 2001, 2005, 2007 i 2009 r.
W wyniku zawieszenia Rosji we wszelkich imprezach sportowych rangi Mistrzostw Świata, Igrzysk Olimpijskich i Paraolimpijskich (afera dopingowa), reprezentantki rosyjskie wystąpiły na LIO Tokio 2021 pod szyldem "ROC" (akronim od Russian Olympic Committee) i flagą z emblematem Rosyjskiego Komitetu Olimpijskiego; zaś na MŚ 2021 pod szyldem "Drużyna Rosyjskiej Federacji Piłki Ręcznej" (Russian Handball Federation Team), flagą z emblematem federacji i skrótem RHF. Od 2022 reprezentacji Rosji i rosyjskie kluby są zdyskwalifikowane ze wszystkich imprez z powodu inwazji na Ukrainę.

## Turnieje

### Udział wmistrzostwach świata
| Rok  | Wynik | Źródło |
| ---- | ----- | ------ |
| 1993 | 5.    |        |
| 1995 | 6.    |        |
| 1997 | 4.    |        |
| 1999 | 12.   |        |
| 2001 | 1.    |        |
| 2003 | 7.    |        |
| 2005 | 1.    |        |
| 2007 | 1.    |        |
| 2009 | 1.    |        |
| 2011 | 6.    |        |
| 2013 | –     |        |
| 2015 | 5.    |        |
| 2017 | 5.    |        |
| 2019 | 3.    |        |

### Udział wigrzyskach olimpijskich
| Rok  | Wynik | Źródło |
| ---- | ----- | ------ |
| 1996 | –     |        |
| 2000 | –     |        |
| 2004 | –     |        |
| 2008 | 2.    |        |
| 2012 | 8.    |        |
| 2016 | 1.    |        |

### Udział wmistrzostwach Europy
| Rok  | Wynik | Źródło |
| ---- | ----- | ------ |
| 1994 | 6.    |        |
| 1996 | 7.    |        |
| 1998 | 9.    |        |
| 2000 | 3.    |        |
| 2002 | 4.    |        |
| 2004 | 4.    |        |
| 2006 | 2.    |        |
| 2008 | 3.    |        |
| 2010 | 7.    |        |
| 2012 | 6.    |        |
| 2014 | 14.   |        |
| 2016 | 7.    |        |
| 2018 | 2.    |        |
| 2020 | 5.    |        |

## Skład naME 2018
Źródło:
Trener: Jewgienij Triefiłow

Asystent trenera: Aleksiej Aleksiejew

Asystent trenera: Aleksiej Gumianow

Fizjoterapeuta: Liubow Kaliajewa

Lekarz: Władisław Dołgaczew

Fizjoterapeuta: Igor Kraszeninnikow

| Numer | Imię i nazwisko           | Pozycja | Data urodzenia        | Wzrost (cm) | Masa ciała (kg) | Mecze | Bramki | Klub              |
| ----- | ------------------------- | ------- | --------------------- | ----------- | --------------- | ----- | ------ | ----------------- |
| 1     | Anna Siedojkina           | GK      | 1 sierpnia 1984(dts)  | 184         | 75              | 134   | 4      | GK Rostow-Don     |
| 2     | Polina Kuzniecowa         | LW      | 10 czerwca 1987(dts)  | 168         | 66              | 136   | 372    | GK Rostow-Don     |
| 6     | Anna Koczetowa            | LB      | 4 maja 1987(dts)      | 178         | 87              | 68    | 210    | HC Astrachanoczka |
| 7     | Darja Dmitrijewa          | CB      | 9 sierpnia 1995(dts)  | 178         | 71              | 87    | 279    | Łada              |
| 8     | Anna Sień                 | LB      | 3 grudnia 1990(dts)   | 186         | 83              | 126   | 297    | GK Rostow-Don     |
| 13    | Anna Wiachiriewa          | RB      | 13 marca 1995(dts)    | 168         | 62              | 71    | 302    | GK Rostow-Don     |
| 15    | Marina Sudakowa           | RW      | 17 lutego 1989(dts)   | 164         | 64              | 88    | 158    | GK Rostow-Don     |
| 18    | Darja Samochina           | LW      | 12 sierpnia 1992(dts) | 175         | 67              | 35    | 111    | HC Astrachanoczka |
| 19    | Ksenija Makiejewa         | P       | 19 września 1990(dts) | 186         | 83              | 125   | 247    | GK Rostow-Don     |
| 34    | Jelizawieta Małaszenko    | CB      | 26 lutego 1996(dts)   | 180         | 59              | 32    | 32     | HC Astrachanoczka |
| 36    | Julija Manaharowa         | RW      | 27 września 1988(dts) | 167         | 58              | 20    | 62     | GK Rostow-Don     |
| 39    | Antonina Skorobogatczenko | RB      | 14 lutego 1999(dts)   | 182         | 73              | 22    | 59     | Kubań             |
| 44    | Kira Trusowa              | GK      | 28 czerwca 1994(dts)  | 182         | 78              | 20    | 1      | HC Astrachanoczka |
| 70    | Maja Pietrowa             | P       | 26 maja 1982(dts)     | 177         | 75              | 77    | 86     | GK Rostow-Don     |
| 77    | Jarosława Frołowa         | CB      | 18 maja 1997(dts)     | 178         | 75              | 16    | 18     | Kubań             |
| 78    | Irina Snopowa             | RB      | 7 czerwca 1995(dts)   | 182         | 75              | 6     | 6      | HC Astrachanoczka |

## Znane zawodniczki
- Ludmiła Postnowa
- Irina Bliznowa
- Emilija Turej
- Inna Suslina
- Jekatierina Mariennikowa